# 松本武祝
松本 武祝（まつもと たけのり、1960年 - ）は、日本の農業経済学者、東京大学教授。

## 経歴
福島県いわき市生まれ。1982年東京大学農学部農業経済学科卒、北海道拓殖銀行勤務、1988年東大大学院農学系研究科農業経済学専攻博士課程修了、「植民地期朝鮮の水利組合事業」で農学博士、東大農学部助手、1991年神奈川大学経済学部講師、助教授、2000年東大農学生命科学研究科助教授、2007年教授。2007年日本農業経済学会学術賞受賞。

## 『未来をひらく歴史』
日本・中国・韓国の研究者が編集した学校副教材『未来をひらく歴史』の執筆者であるが、下川正晴から批判されている。

## 著書

### 単著
- 『植民地期朝鮮の水利組合事業』未来社、朝鮮近代史研究双書、1991年 ISBN 4624420349
- 『植民地権力と朝鮮農民』社会評論社、1998年 ISBN 4784502661
- 『朝鮮農村の〈植民地近代〉経験』社会評論社、2005年 ISBN 4784502866

### 共編著
- （日中韓3国共通歴史教材委員会）『未来をひらく歴史―東アジア3国の近現代史』高文研、2005年 ISBN 9784874983416

## 参考
- 教員プロフィールデータベース 東京大学大学院農学生命科学研究科